# Бернадский, Валентин Данилович
Валентин Данилович Бернадский (31 декабря 1916  [13 января 1917], Озеряны, Черниговская губерния — 11 сентября 2011, Симферополь) — советский, украинский и русский  художник, один из основателей современной крымской живописной школы. Народный художник УССР (1989), Народный художник Российской Федерации (2003), почётный академик Российской Академии художеств (2009).

## Биография
Родился 13 января 1917 года в селе Озеряны (ныне Бобровицкого района Черниговской области Украины).
В 1937 году поступил в Ленинградское художественное училище, но в 1940 году был исключён как сын врага народа.
В 1940 году поступил в Ленинградский институт живописи, скульптуры и архитектуры, в мастерскую Бориса Иогансона. После первого курса был награждён Сталинской стипендией. В 1942 году с другими студентами Академии художеств был эвакуирован в Самарканд.
В Самарканде был призван в армию. Окончил военное училище связи. Воинское звание - лейтенант. Сражался в Управлении войск связи Северного фронта, на  4-м Украинском фронте. После демобилизации 26 декабря 1945 года продолжил обучение.
В 1950 году окончил Ленинградский институт живописи, скульптуры и архитектуры и был направлен преподавать в Крымское художественное училище им. Н. С. Самокиша, где работал в 1950—1952 годах.
С 1958 года — член Союза художников Украины.
В 1970—1980 годах — председатель Крымской организации Союза художников СССР.
В 2003 году провёл персональную выставку в Третьяковской галерее.
Жил и работал в Симферополе. Умер 11 сентябре 2011 года.

### Личная жизнь
- Жена — Нина Степановна Драгомирова (1926—2014), живописец, член Союза художников Украины[8].

## Творчество
С именем Валентина Бернадского связано развитие сюжетно-тематического направления в украинской живописи. Цветом, пластикой, передачей движений мастер ярко передаёт образы и постоянно стремится к живописной выразительности. 
Среди главных работ художника можно выделить такие, как «Портрет художника Крошицкого», «Колхозный сторож», «На винограднике», «Девочка в шубке», «Победители Врангеля». Сам Бернадский говорил о том, что он любит светлую пленэрную живопись. 
Если говорить о жанре натюрморта, который занимает значительное место в творчестве художника, то его увлекают колористика, техника. В этом направлении он имеет значительные инновационные достижения, прежде всего в образной структуре. Индивидуальность не только «стиля Бернадского», но и мировоззренческие мотивы в изобразительном искусстве — они определяют художника в контексте определённого времени и пространства.

## Награды и звания
- Орден «За заслуги» III степени (20 августа 2007 года) — за значительный личный вклад в социально-экономическое, культурное развитие Украинского государства, весомые трудовые достижения и по случаю 16-й годовщины независимости Украины[10].
- Орден Отечественной войны II степени (6 апреля 1985 года)[6].
- Орден «Знак Почёта».
- Народный художник Украинской ССР (1989).
- Заслуженный художник Украинской ССР (1976).
- Народный художник Российской Федерации (27 января 2003 года) — за большой вклад в развитие искусства и укрепление российско-украинских культурных связей[3].
- Государственная премия Автономной Республики Крым (1998).
- Заслуженный деятель искусств Автономной Республики Крым (2 октября 2007 года) — за значительные достижения в работе,  многолетний добросовестный труд, профессионализм и в связи с Днем Конституции Автономной Республики Крым[11]
- Золотая медаль «За вклад в мировую культуру» Международного фонда «Культурное достояние» (2010).
- Знак отличия Автономной Республики Крым «За верность долгу» (2011)[4].